# Colleville
Colleville – miejscowość i gmina we Francji, w regionie Normandia, w departamencie Sekwana Nadmorska.
Według danych na rok 1990 gminę zamieszkiwało 671 osób, a gęstość zaludnienia wynosiła 91 osób/km² (wśród 1421 gmin Górnej Normandii Colleville plasuje się na 358. miejscu pod względem liczby ludności, natomiast pod względem powierzchni na miejscu 509.).